# 吉沢譲治
吉沢 譲治 (よしざわ じょうじ) は日本の競馬評論家・血統評論家・ノンフィクションライター。

## 来歴
1955年、愛媛県生まれ。早稲田大学政治経済学部中退。雑誌記者を経てフリーライター。1999年、『競馬の血統学』でJRA賞馬事文化賞受賞。各種の競馬雑誌に競走馬の血統に関する記事を書いている。

## 著書
- 『競馬の血統学』
- 『競馬の血統学2　母のちから』
- 『血のジレンマ―サンデーサイレンスの憂鬱』
- 『サラブレッド血統事典』（山野浩一共著）
- 『日本最強馬 秘められた血統』
- 『最強の血統学　遺伝子から読み解く人と馬～血の謎～』（田中匡共著）

## 同業者（血統評論家）
- 山野浩一
- 水上学
- 亀谷敬正

| スタブアイコン | サブスタブ | この項目は、まだ閲覧者の調べものの参照としては役立たない、スポーツ関係者に関連した書きかけの項目です。この項目を加筆・訂正などしてくださる協力者を求めています（P:スポーツ/PJ:スポーツ人物伝）。 |